# Diana (musical)
Diana es un musical con música y letras compuestas por David Bryan y Joe DiPietro, y basado en un libro de DiPietro, inspirado en la vida de Diana, Princesa de Gales. Una representación filmada se añadió a Netflix el 1 de octubre de 2021.

## Producciones
Los preestrenos de Diana comenzaron el 19 de febrero de 2019 en La Jolla Playhouse. El estreno mundial de Diana se estrenó el mes siguiente, el 3 de marzo. La duración de la producción se extendió dos veces y finalizó el 14 de abril de 2019. La producción fue dirigida por Christopher Ashley con coreografía de Kelly Devine. El vestuario fue diseñado por William Ivey Long y Nic Rackow, el diseño escénico fue diseñado por David Zinn, la iluminación fue diseñada por Natasha Katz y el sonido fue diseñado por Gareth Owen. Las orquestaciones de la producción fueron compuestas por John Clancy.
Siguiendo la producción de La Jolla Playhouse, los productores continuaron haciendo el musical. La producción fue finalmente escogida y empezó el preestreno en el Longacre Teatro en Broadway el 2 de marzo de 2020 con el mismo equipo de dirección.
Estaba previsto que el espectáculo se estrenara el 31 de marzo de 2020, pero el 12 de marzo se suspendió la producción debido a la Pandemia de COVID-19. El 30 de marzo de 2021, se anunció que el espectáculo se reanudaría el 1 de diciembre, con un estreno oficial fijado para el 16 de diciembre. El 14 de mayo de 2021, se anunció que los preestrenos comenzarían el 2 de noviembre y que el estreno estaría previsto para el 17 de noviembre, casi un mes antes de lo anunciado inicialmente. El New York Times informó de que el espectáculo se representó al 51% de su capacidad y recaudó 374.000 dólares en la semana que terminó el 12 de diciembre de 2021. El espectáculo se cerró definitivamente el 19 de diciembre después de un total de 33 representaciones y 16 preestrenos.

## Filmación de etapa viva
Antes del estreno, la producción de Broadway se grabó en el verano de 2020 con los protocolos de seguridad de COVID-19 y sin público. Esta captura, también dirigida por Ashley, se estrenó en Netflix el 1 de octubre de 2021. La grabación fue universalmente criticada por la crítica y obtuvo cinco de sus nueve nominaciones en la 42ª edición de los Golden Raspberry Awards, incluida la de Peor Película.

## Argumento

### Acto 1
En 1980, Diana Spencer asiste a una fiesta organizada por el Príncipe Carlos y conoce a Camilla Parker Bowles, la amante de Carlos ("Subestimada"). Mientras tanto, la reina Isabel II busca a Carlos para que se case, y él menciona a Diana como una posibilidad, aunque recientemente ha roto una relación con su hermana mayor, Sarah. La Reina anima a Carlos a iniciar el proceso de cortejo, ya que cree que Diana sería perfecta para lo que el personal llama "El peor trabajo de Inglaterra".
Carlos envía a Diana un collar y la invita a una actuación del violonchelista Mstislav Rostropovich. Allí se reencuentra con Camilla y empieza a sospechar mucho más de ella y de su relación con Carlos. Mientras se desarrolla la actuación, imagina una versión más punk-rock del concierto, más acorde con sus intereses ("This Is How Your People Dance"). La prensa se da cuenta de la creciente relación de Diana con Carlos y comienza a acosarla ("Snap, Click"). Carlos sigue sin estar seguro de casarse con Diana, pero la Reina le dice que puede mantener su estrecha relación con Camilla mientras se casa con Diana. Carlos le propone matrimonio, pero le dice a Camilla que romperá la relación si eso es lo que ella quiere. Camilla le dice a Carlos que siga adelante con la boda y él le asegura que estará a su lado. Una nerviosa Diana se instala en el Palacio de Buckingham ("Whatever Love Means Anyway"). Poco después, a pesar de algunas reservas de Diana, ella y Carlos se casan. ("I Will"). Andrew, el marido de Camilla, que tiene sus propios asuntos, asegura a Camilla que harán que su complicado matrimonio funcione ("I Will (Tag)").
La primera aparición pública de Diana tiene lugar en Gales y, aunque los habitantes del pueblo se muestran escépticos al principio, tanto ellos como todo el país se enamoran de Diana. Carlos empieza a sentir celos de la nueva fama de Diana ("The World Fell in Love"). Camilla le dice a Carlos que Andrew ha cortado todas sus otras relaciones, con la esperanza de reavivar su propio matrimonio, y Camilla rompe el romance, diciendo que sería la mujer más odiada de Inglaterra si se descubriera. Diana le dice a Carlos que está embarazada, y poco después nace su hijo William. Diana descubre a Carlos hablando dulcemente por teléfono con Camilla, con la que no ha hablado en meses. Camilla dice que Andrew está siendo destinado cada vez más al extranjero. Diana está muy dolida por la falta de afecto de Carlos hacia ella y se deprime, incluso después de tener a su segundo hijo, Harry. Esto culmina cuando rompe una ventana con la mano ("Happiness/Simply Breathe").
Sarah convence a Diana para que luche y haga más con su poder, por lo que decide involucrarse cada vez más con la caridad, lo que le lleva a ganar aún más popularidad, especialmente después de una actuación sorpresa en la Gala de Navidad del Royal Ballet ("She Moves in the Most Modern Ways"). Carlos se enfurece por ello y le recuerda a Diana que su único logro es casarse con él ("Diana (The Rage)"). Diana se da cuenta de que esto podría ser el fin de cualquier esperanza de amor en su matrimonio ("As I Love You"). Carlos visita a Camilla a altas horas de la noche y ella le dice que aún lo ama y que le gustaría continuar su romance ("I Miss You Most on Sundays"). Diana decide utilizar la prensa y su nueva popularidad para vengarse de Carlos y luchar contra las normas de la sociedad británica. A pesar del intento de Carlos de defenderse, ella tiene éxito y se hace más popular ("Pretty, Pretty Girl").

### Acto 2
Barbara Cartland, novelista y abuelastra de Diana, presenta al público a James Hewitt, un héroe de guerra que acaba de volver a casa. Él y Diana comienzan su propio romance ("Here Comes James Hewitt"). Bárbara señala que los dos romances entre Diana y James, así como el de Carlos y Camilla, están llenos de más amor y felicidad que el matrimonio de Carlos y Diana ("Él y ella (y él y ella)"). Diana intenta hablar con Carlos, pero él quiere "sólo bailar". Colin, el ayuda de cámara de Carlos, le hace saber de la relación de Diana y James, pero él decide dejarlo pasar ya que es feliz con Camilla.
Diana acude a una clínica para enfermos de sida y se relaciona con los hombres que allí se encuentran ("Secretos y mentiras"). Poco después, Diana se entera de que Carlos y Camilla salen casi todas las noches con sus amigos y decide colarse en una fiesta de la hermana de Camilla. En la fiesta, sus amigos, normalmente aburridos por Carlos, están entusiasmados por poder presenciar "El evento principal", lo que lleva a un enfrentamiento entre Diana, Camilla y Carlos. En el viaje de vuelta a casa, Carlos revela que conoce la relación de Diana con James, a la que dice que no le importa y que los chicos estarán bien mientras ambos les quieran ("Whatever Love Means Anyway (Reprise)"). Diana se emociona al contárselo a James, pero éste le revela que ha sido destinado a Alemania y que estará allí durante dos años. Diana, sospechando de Carlos, jura vengarse ("Pretty, Pretty Girl (Reprise)"). La prensa acosa cada vez más a Carlos sobre su fracaso matrimonial ("Snap, Click (Reprise)"). Diana se pone en contacto con Andrew Morton, un escritor que está escribiendo un libro sobre ella, y accede a darle citas anónimas, atacando a Carlos, a Camilla y a la monarquía. El libro se publica y es la comidilla del país ("The Words Came Pouring Out").
Carlos intenta que la Reina conozca a Camilla, pero ella se niega. Carlos decide ir a la televisión, contar la verdad sobre su aventura y tratar de recuperar el favor del público ("I Miss You Most on Sundays (Reprise)"). Diana se entera de la entrevista a través de Paul, su mayordomo y amigo, a quien se le ocurre que desvíe la atención llevando un vestido "F-You" ("The Dress"). La Reina está harta y acepta el divorcio entre Diana y Carlos. Se lamenta de que no haya funcionado mientras reflexiona sobre su propio matrimonio ("An Officer's Wife"), y le dice a Diana "no seas tonta". Diana está entusiasmada por empezar una nueva vida con sus hijos, pero ésta se ve truncada trágicamente por un accidente de coche. Charles y la compañía dicen al público que "las personas que cambiarán el mundo no son las que tú crees que cambiarán el mundo". ("If (Light of the World)")

## Números musicales
La Jolla Playhouse
|  | Act 1 - "Once Upon a Time" - "In the Pages of Her Books" - "Snap, Click" - "This Is How Your People Dance" - "Whatever Love Means Anyway" - "The Wedding" - "Welcome to the Windsors" - "Perfect Princess" - "Happiness" - "Simply Breathe" - "Princess Di Floating" - "Diana (The Rage)" - "As I Love You" - "Pretty, Pretty Girl" | Act 2 - "Here Comes James Hewitt" - "Him & Her (& Him & Her)" - "Just Dance" - "Secrets and Lies" - "The Show" - "The Words Came Pouring Out" - "Diana (Reprise)" - "The Dress" - "An Officer’s Wife" - "If" |

Broadway
|  | Act I - "Underestimated" - Diana and Ensemble - "The Worst Job in England" - Servants, Queen Elizabeth, Prince Charles - "This Is How You People Dance" - Diana, Prince Charles and Ensemble - "This is How You People Dance – Tag" - Camilla - "Snap, Click" - Ensemble - "Whatever Love Means Anyway" - Queen Elizabeth, Prince Charles, Camilla, Diana, Paul and Ensemble - "I Will" - Diana, Prince Charles and Ensemble - "I Will (Tag)" - Andrew, Camilla - "The World Fell in Love" - Prince Charles, Queen Elizabeth, Diana and Ensemble - "Happiness/Simply Breathe" - Diana, Prince Charles and Ensemble - "She Moves in the Most Modern Ways" - Queen Elizabeth, Camilla, Sarah, Prince Charles, Paul, Colin and Ensemble - "Diana (The Rage)" - Prince Charles - "As I Love You" - Diana - "I Miss You Most on Sundays" - Camilla - "Pretty, Pretty Girl" - Diana, Sarah, Camilla, Prince Charles, Queen Elizabeth and Ensemble |  | Act II - "Here Comes James Hewitt" - Barbara, James and Ensemble - "Him & Her (& Him & Her)" - James, Diana, Barbara, Prince Charles and Camilla - "Just Dance" - Prince Charles, Diana, James, Colin, Camilla and Ensemble - "Secrets and Lies" - Graham, Diana and Ensemble - "The Main Event" - Diana, Camilla, Prince Charles and Ensemble - "Whatever Love Means Anyway – Reprise" - Prince Charles - "Pretty, Pretty Girl – Reprise" - Diana - "Snap, Click (Reprise)" – Ensemble - "The Words Came Pouring Out" - Diana, Andrew Morton, Camilla, Queen Elizabeth, Prince Charles and Ensemble - "I Miss You Most on Sundays – Reprise" - Camilla - "The Dress" - Paul, Diana, Queen Elizabeth and Ensemble - "The Servant Quartet" - Servants - "An Officer's Wife" - Queen Elizabeth and Ensemble - "If (Light The World)" - Diana and Ensemble |

## Casting
| Personaje                          | 2019 La Jolla Playhouse | 2021 Broadway    |
| ---------------------------------- | ----------------------- | ---------------- |
| Princess Diana                     | Jeanna de Waal          | Jeanna de Waal   |
| Camilla Parker Bowles              | Erin Davie              | Erin Davie       |
| Prince Charles                     | Roe Hartrampf           | Roe Hartrampf    |
| Reina Isabel II / Barbara Cartland | Judy Kaye               | Judy Kaye        |
| Sarah Spencer                      | Holly Ann Butler        | Holly Ann Butler |
| Paul Burrell                       | Bruce Dow               | Anthony Murphy   |
| James Hewitt                       | Gareth Keegan           | Gareth Keegan    |
| Andrew Morton                      | Nathan Lucrezio         | Nathan Lucrezio  |
| Andrew Parker Bowles               | n/Un                    | Zach Adkins      |
| Colin                              | Jamen Nanthakumar       | André Jordania   |
| Graham                             | Evan Duff               | Chris Medlin     |
| Johnnie Spencer                    | Eric Coles              | n/Un             |
| Young Diana                        | Lauren Livia Muehl      | n/Un             |

## Recepción
La producción de  La Jolla recibió mayoritariamente críticas negativas de críticos. Charles McNulty, de Los Angeles Times, escribió: "La partitura está en realidad más cerca del Broadway comercial de principios de los años ochenta, un estilo aún más anticuado a mi entender". The Guardian dio a la grabación de Netflix una crítica de una estrella, afirmando "Si fuera una sátira deliberada sería una genialidad, pero no lo es."
Jesse Green, crítico jefe de teatro de The New York Times, hizo una crítica negativa de la producción en el Teatro Longacre de Broadway, considerándola chabacana y explotadora, y escribiendo: "si te importa Diana como ser humano, o la dignidad como concepto, encontrarás este tratamiento de su vida tanto estética como moralmente mortificante"
La presentación de Netflix tiene actualmente una puntuación del 12% en Rotten Tomatoes, basada en 34 críticas, con una calificación media de 3,10/10. El consenso de los críticos del sitio web dice: "Diana hecha una guarrada". Metacritic ha otorgado a la película una puntuación de 29.

### Reconocimientos
| Año  | Premio                   | Categoría                  | Recipient(s)                                                                                       | Resultado | Ref.                        |
| ---- | ------------------------ | -------------------------- | -------------------------------------------------------------------------------------------------- | --------- | --------------------------- |
| 2022 | Premios Golden Raspberry | Peor película              | David Bryan, Joe DiPietro, y Frank Marshall                                                        |           | [ 17 ] [ 18 ] [ 19 ] [ 20 ] |
| 2022 | Premios Golden Raspberry | Peor director              | Christopher Ashley                                                                                 |           | [ 17 ] [ 18 ] [ 19 ] [ 20 ] |
| 2022 | Premios Golden Raspberry | Peor actor                 | Roe Hartrampf                                                                                      |           | [ 17 ] [ 18 ] [ 19 ] [ 20 ] |
| 2022 | Premios Golden Raspberry | Peor actriz                | Jeanna de Waal                                                                                     |           | [ 17 ] [ 18 ] [ 19 ] [ 20 ] |
| 2022 | Premios Golden Raspberry | Peor actor de reparto      | Gareth Keegan                                                                                      |           | [ 17 ] [ 18 ] [ 19 ] [ 20 ] |
| 2022 | Premios Golden Raspberry | Peor actriz de reparto     | Erin Davie                                                                                         |           | [ 17 ] [ 18 ] [ 19 ] [ 20 ] |
| 2022 | Premios Golden Raspberry | Peor actriz de reparto     | Judy Kaye                                                                                          |           | [ 17 ] [ 18 ] [ 19 ] [ 20 ] |
| 2022 | Premios Golden Raspberry | Peor guion                 | Joe DiPietro (letras & de libro) y David Bryan (letras & de música)                                |           | [ 17 ] [ 18 ] [ 19 ] [ 20 ] |
| 2022 | Premios Golden Raspberry | Peor pareja en la pantalla | Cualquier klutzy miembro de reparto & muy patéticamente lyricized (o choreographed) número musical |           | [ 17 ] [ 18 ] [ 19 ] [ 20 ] |